# Acianthera heringeri
Acianthera heringeri là một loài phong lan.

## Hình ảnh

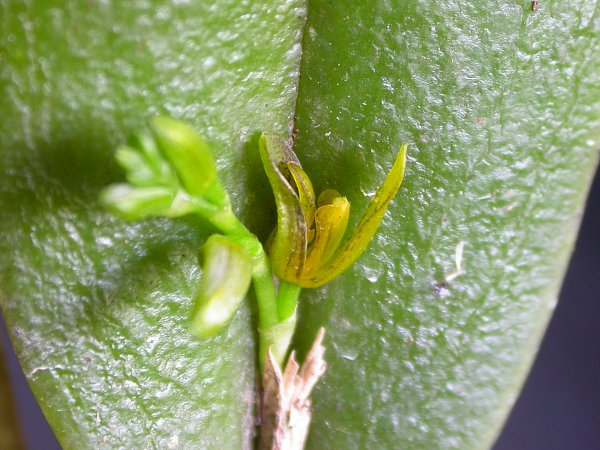
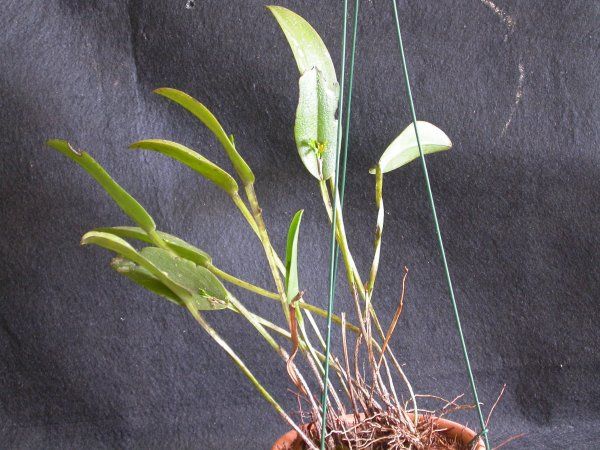
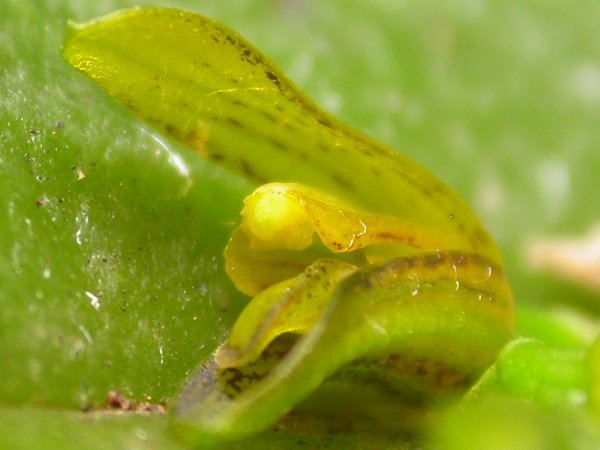
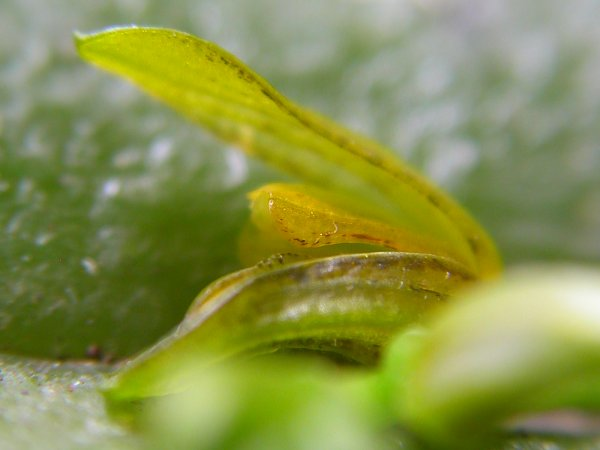